# Octopus gardineri
Octopus gardineri är en bläckfiskart som först beskrevs av William Evans Hoyle 1905.  Octopus gardineri ingår i släktet Octopus och familjen Octopodidae. Inga underarter finns listade i Catalogue of Life.